# Agata Mechlińska
Agata Mechlińska (ur. 29 grudnia 1974 w Warszawie) – polska koszykarka, występująca na pozycjach niskiej oraz silnej skrzydłowej. 

## Osiągnięcia
Na podstawie, o ile nie zaznaczono inaczej.
Drużynowe
- Brązowa medalistka mistrzostw Polski (1995)

Reprezentacja
- Brązowa medalistka mistrzostw:
  - Europy U–18 (1992)
  - świata U–19 (1993)
- Uczestniczka mistrzostw Europy U–16 (1991 – 7. miejsce)